# Gerhard J. Bellinger
Pour les articles homonymes, voir Bellinger.
Gerhard J. Bellinger (né le 11 mars 1931 à Bochum et mort le 20 juin 2020 à Bonn) est un théologien allemand, un professeur émérite de Nouveau Testament, histoire de l'église et histoire des religions à l'université de Dortmund.

## Études et profession
Après l'Abitur en 1952 à la Bonn, Gerhard J. Bellinger a commencé ses études de philosophie, de théologie et de l'histoire à Paderborn, puis à Munich. À l'université de Munich, ses professeurs, entre autres Michael Schmaus (théologie), Romano Guardini (philosophie de la religion), Hermann Krings (philosophie) et Franz Schnabel (histoire). Avec l'intention d'absolver le doctorat en théologie, Bellinger a continué ses études à partir de 1962 à l'université de Münster. Là, ses professeurs étaient Joseph Ratzinger, Walter Kasper, Johann Baptist Metz et spécialement Theodor Filthaut. Ce dernier lui avait proposé comme sujet d'une thèse le catéchisme romain.
En 1970, Bellinger a été nommé professeur de théologie catholique. De 1977 à 1979, Bellinger a été doyen de la Faculté théologie catholique et protestante. À partir de 1980 jusqu'à 1996, il enseignait comme professeur à l'université de Dortmund en théologie catholique, en particulier la théologie du Nouveau Testament, l'histoire de l'église et l'histoire des religions.

## Enseignement et recherches
À côté de son enseignement à l'université, Bellinger a écrit des livres importants qui ont été traduits en treize langues. Conformément aux aspects principaux de ses cours pour étudiants ses publications se référaient  dans les domaines suivantes : 1. la théologie du Nouveau Testament, 2. l'histoire de l'Église et 3. l'histoire des différentes religions de l'humanité et de leurs mythes.
1. Dans le domaine de la théologie du Nouveau Testament, dont les thèmes constituaient essentiellement ses cours, est paru en 1990 le Dictionnaire illustré de la Bible. Récemment il a publié en 2009 son œuvre Jésus: sa vie, ses activités, son destin. Celle-ci constitue un résumé de ses cours pour les étudiants.
2. Dans le domaine de l'histoire de l'église ses recherches se sont concentrées sur l'histoire des catéchismes des différentes confessions. Là, il a continué la matière de sa thèse de doctorat sur Le Catéchisme romain et la Réformation avec sa recherche en 1983 sur la Bibliographie du Catéchisme du concile de Trente.
3. Dans le domaine de ses recherches concernant l'histoire de la religion, il a principalement traité des religions de l'humanité et des mythes des peuples. Ses résultats de recherche se trouvent par exemple dans son livre volumineux, souvent réédité et traduit – également en langue française (2000) – Encyclopédie des Religions, dans la publication  Encyclopédie de la mythologie (1989) aussi bien que dans son volume sur La sexualité dans les religions du monde 1993. Au sujet de l'histoire de la religion, il a écrit en outre de nombreux articles pour la radio, la télévision et pour la presse.

## Œuvres
Œuvres traduites en français
- DICTIONNAIRE ILLUSTRÉ de la BIBLE. - Paris : Bordas 1990. - 599 p. -  (ISBN 2-04-018441-4).
- ENCYCLOPÉDIE DES RELIGIONS [ENCYCLOPÉDIES D'AUJOURD'HUI]. - Paris : Le Livre de Poche 2000, 804 p. -  (ISBN 2-253-13111-3).

Œuvres en allemand
- Der Catechismus Romanus und die Reformation. Paderborn 1970.
- Bibliographie des Catechismus Romanus Ex Decreto Concilii Tridentini ad Parochos (1566–1978). Baden-Baden 1983,  (ISBN 3-87320-087-2).
- Knaurs Großer Bibelführer.  München 1985.-  (ISBN 3-426-26220-7).
- Knaurs Großer Religionsführer. München 1986 -  (ISBN 3-426-26221-5).
- Knaurs Lexikon der Mythologie. München 1989. -  (ISBN 3-426-26376-9).
- Im Himmel wie auf Erden. Sexualität in den Religionen der Welt. München 1993. -  (ISBN 3-426-26502-8).
- Schwabings Ainmillerstrasse und ihre bedeutendsten Anwohner. Ein repräsentatives Beispiel der Münchner Stadtgeschichte von 1888 bis heute. [Autoren: Gerhard J. Bellinger und Brigitte Regler-Bellinger]. – Norderstedt 2003. -  (ISBN 3-8330-0747-8).
- Jesus: Leben – Wirken – Schicksal. Norderstedt 2009,  (ISBN 978-3-8370-3964-1); E-Book 2012,  (ISBN 978-3-8448-8981-9).